# VV Elinkwijk in het seizoen 1957/58
Het seizoen 1957/1958 was het vierde jaar in het bestaan van de Utrechtse betaaldvoetbalclub Elinkwijk. De club kwam uit in de Eredivisie en eindigde daarin, na een beslissingswedstrijd tegen GVAV, op de 16e plaats. Tevens deed de club mee aan het toernooi om de KNVB Beker, hierin werd in de derde ronde verloren van RCH (0–2).

## Wedstrijdstatistieken

### Eredivisie
|       | ADO   | Ajax  | Amsterdam | Blauw-Wit | BVV   | DOS   | Sportclub Enschede | Feijenoord | Fortuna '54 | GVAV  | MVV   | NAC   | NOAD  | PSV   | Rapid JC | Sparta | VVV   |
| ----- | ----- | ----- | --------- | --------- | ----- | ----- | ------------------ | ---------- | ----------- | ----- | ----- | ----- | ----- | ----- | -------- | ------ | ----- |
| Thuis | 1 – 4 | 0 – 3 | 2 – 1     | 0 – 5     | 0 – 4 | 2 – 3 | 1 – 0              | 1 – 0      | 1 – 1       | 2 – 3 | 3 – 3 | 2 – 1 | 1 – 2 | 3 – 3 | 2 – 1    | 3 – 1  | 2 – 2 |
| Uit   | 1 – 0 | 1 – 1 | 0 – 1     | 1 – 1     | 1 – 0 | 4 – 1 | 5 – 2              | 5 – 2      | 2 – 2       | 0 – 0 | 6 – 2 | 1 – 2 | 1 – 2 | 1 – 0 | 2 – 1    | 0 – 2  | 3 – 2 |

### Beslissingswedstrijd
| Beslissingswedstrijd 16e en 17e plaats                                                    | Elinkwijk                          | 2 – 1 (0 – 1) | GVAV                        |
| 15 juni 1958 Plaats: Hengelo Veldwijk Toeschouwers: 15.000 Scheidsrechter: André La Croix | Michel Kruin 68' Frank Mijnals 82' |               | 20' (e.d.) Humphrey Mijnals |

### KNVB Beker
| 1e ronde                                              | VV West Frisia                  | 2 – 3 (2 – 2)                      | Elinkwijk                                                     |
| 26 december 1957 Plaats: Utrecht Amsterdamsestraatweg | Job Gademans 25' Verberne       |                                    | 20' Michel Kruin 33' Frank Mijnals 81' (e.d.) Henk Langendijk |
| 2e ronde                                              | DWS                             | 1 – 1 (0 – 1) Winst op uitdoelpunt | Elinkwijk                                                     |
| 13 april 1958 Plaats: Amsterdam Olympisch Stadion     | Arie Klein 55'                  |                                    | 38' Ad van Norden                                             |
| 3e ronde                                              | RCH                             | 2 – 0 (2 – 0)                      | Elinkwijk                                                     |
| 21 mei 1958 Plaats: Heemstede Sportparklaan           | Piet Henke 13' Maup Kruijer 38' |                                    |                                                               |

## Statistieken Elinkwijk 1957/1958

### Eindstand Elinkwijk in de Nederlandse Eredivisie 1957 / 1958
| Stand | Gespeeld | Gewonnen | Gelijk | Verloren | Punten | Doelpunten voor | Doelpunten tegen |
| ----- | -------- | -------- | ------ | -------- | ------ | --------------- | ---------------- |
| 16e   | 34       | 10       | 8      | 16       | 28     | 47              | 71               |

### Topscorers
| #                 | Naam                | Goal |
| ----------------- | ------------------- | ---- |
| 1.                | Michel Kruin        | 16   |
| 2.                | Bertus van Beek     | 8    |
| 3.                | Freddy Mees         | 6    |
| 4.                | Reinier Kreijermaat | 5    |
| 5.                | Wim de Jongh        | 4    |
| 6.                | Frank Mijnals       | 2    |
| 6.                | Eef Westers         | 2    |
| 8.                | Job Gademans        | 1    |
| 8.                | Jan de Jongh        | 1    |
| 8.                | Charley Marbach     | 1    |
| Onbekend doelpunt |                     |      |
| –                 | Onbekend            | 1    |
| Totaal            | Totaal              | 47   |

| #      | Naam          | Goal |
| ------ | ------------- | ---- |
| 1.     | Michel Kruin  | 1    |
| 1.     | Frank Mijnals | 1    |
| Totaal | Totaal        | 2    |

| #              | Naam                          | Goal |
| -------------- | ----------------------------- | ---- |
| 1.             | Michel Kruin                  | 1    |
| 1.             | Frank Mijnals                 | 1    |
| 1.             | Ad van Norden                 | 1    |
| Eigen doelpunt |                               |      |
| –              | Henk Langendijk (West Frisia) | 1    |
| Totaal         | Totaal                        | 4    |

## Voetnoten
ADO ·
Ajax ·
Amsterdam ·
Blauw-Wit ·
BVV ·
DOS ·
Elinkwijk ·
Sportclub Enschede ·
Feijenoord ·
Fortuna '54 ·
GVAV ·
MVV ·
NAC ·
NOAD ·
PSV ·
Rapid JC ·
Sparta ·
VVV